# ひたちなか総合病院
株式会社日立製作所 ひたちなか総合病院（ひたちせいさくしょ ひたちなかそうごうびょういん）は、茨城県ひたちなか市にある医療機関。株式会社日立製作所が運営する病院（企業立病院）である。略称は日製ひたちなか病院（にっせいひたちなかびょういん）。

旧株式会社日立製作所水戸総合病院。2010年1月に常陸太田・ひたちなか保健医療圏の災害拠点病院（地域災害医療センター）に指定された。今後は地域医療支援病院の承認と地域がん診療連携拠点病院の指定を目指すとされる。

## 沿革
- 1945年 - 現在の日立総合病院の水戸分院として開院[4]。
- 2010年1月 - 災害拠点病院（地域災害医療センター）の指定を受ける。
- 2010年6月29日 - 新病棟での業務開始。
- 2010年7月1日 - 日立製作所水戸総合病院から、ひたちなか総合病院に改称[5]。
- 2011年4月1日 - 筑波大学附属病院ひたちなか地域連携教育研究センターを開設。

## 医療機関の指定等
- 保険医療機関
- 救急告示医療機関
- 労災保険指定医療機関
- 指定自立支援医療機関（精神通院医療）
- 身体障害者福祉法指定医の配置されている医療機関
- 生活保護法指定医療機関
- 原子爆弾被害者一般疾病医療取扱医療機関
- 第二種感染症指定医療機関
- 災害拠点病院
- 臨床研修指定病院（管理型・協力型）
- 特定疾患治療研究事業委託医療機関
- DPC対象病院
- 小児慢性特定疾患治療研究事業委託医療機関

## 周辺の施設
- ひたちなか郵便局
- MEGAドン・キホーテ勝田店

## 交通アクセス
- JR東日本常磐線勝田駅下車、東口より徒歩約10分。
- スマイルあおぞらバス（コミュニティバス）の最寄りバス停は日製病院前（玄関前まで乗り入れる）[6]。